# Вера Варсанофева
Вера Александровна Варсанофева (на руски: Вера Александровна Варсанофьева) е руски геолог, геоморфолог, изследовател.

## Произход и младежки години (1890 – 1917)
Родена е на 10 юли 1890 година (стар стил) в Москва, Руска империя, в семейство на офицер от артилерията. На 13-годишна възраст постъпва в Мариинската женска гимназия в Рязан, която завършва със златен медал през 1906 г. След гимназиалното си образование посещава курсове по математика и история и се ориентира постепенно към геологията, като любовта ѝ към нея остава до края на живота ѝ.
През 1907 постъпва във Физико-математическия факултет на Московския университет в девическия отдел. През 1911 г. Варсанофева провежда първите си полеви изследвания в Северен Урал и басейна на река Печора, район, който по-късно ще стане основен в нейната изследователска геоложка дейност. На следващата година провежда самостоятелно изследване на огнеупорните глини и кварцовите пясъчници в Северна Башкирия, като изследванията и продължават и през следващите две лета.

## Експедиционна, педагогическа и научна дейност (1917 – 1945)
През 1915 г. издържа успешно държавните изпити и е назначена за преподавател в Катедрата по геология към женския отдел на Московския университет. През лятото на 1916 и зимата на 1917 продължава геоложките си изследвания на Уфимското плато в Башкирия.
През лятото на 1917 г. участва в геоложка експедиция възглавявана от нейния преподавател в университета Александър Чернов в Тиманското възвишение.
От 1918 до 1920 чете лекции по геология и тектоника в Московския университет, а след това до 1924 – в Тверския педагогически институт, Иваново-Вознесенския педагогически и политехнически институт и други. От 1925, вече като професор, завежда Катедрата по геология към педагогическия факултет на Втория Московски университет.
Едновременно с педагогическата си дейност Варсанофева продължава и полевите си изследвания. През 1921 – 1924, отново под ръководството на Александър Чернов, започва систематично геоложко изследване на Печорския край. През лятото на 1921 се изкачва и изследва 10 върха в Северен Урал покрай левия бряг на горното течение на река Илич (411 км, десен приток на Печора). През 1923 изследва горното течение на реката и северната част на хребета Ъйджит Парма.
През 1925 по поръчение на Геоложкия комитет възглавява работата по геоложкото заснемане на 124-ти лист от Общата геоложка карта на СССР. Територията на листа включва горните басейни на реките Печора, Сосва и Лозва, характеризиращи се със сурови природни условия. Колективът от геолози, географи и топографи, ръководен от нея, в продължение на близо 10 години с чест изпълнява възложената задача и предсрочно предава материалите за геоложкия лист. Основните акценти в нейните геоложки изследвания са: стратиграфия на палеозойските наслаги и тектоника на горния басейна на Печора; геоморфология; история на кватернера в Печорския район. Резултатите от тези изследвания са публикувани в книгата ѝ „Геоморфологические наблюдения на Северном Урале“.
През 1935 за цялата си съвкупна геоложка дейност, без защита на дисертация, ѝ е присвоено званието доктор на геолого-географските науки, като по този начин става първата жена в СССР удостоена с това звание.
Паралелно с полевата си дейност много време отделя и за педагогическа. През 20-те и 30-те години на ХХ век преподава и ръководи Катедрата по геология в Московския държавен педагогически университет. Изработва типови програми по геология за педагогическите висши учебни заведения и средните училища (от 1934 до 1941 в средните училища в СССР се изучава геология). Заедно с педагогическата си дейност развива и активна обществено-организационна – от 1916 е член на Дружеството на любителите на естествознанието, антропологията и етнографията, от 1923 – член на Московското дружество на изпитателите на природата, от 1927 – член на Географското дружество на СССР.
Още в края на 1944, преди завършването на Великата Отечествена война Варсанофева възобновява своите изследвания в Северен Урал, които продължават и през 50-те години на века. Резултатът от многогодишните ѝ геоложки изследвания е обемист труд озаглавен „Уральская горная область, хребет Пай-Хой и Печорская низменность“ (1963, в кн.: Геология СССР, т. 2, ч. 1).

## Следващи години (1945 – 1976)
През 1945 г. Варсанофева е избрана за член-кореспондент на Академията на педагогическите науки на СССР. От 1947 до 1969 е депутат в Московския градски съвет. През 1950 за цялата си геоложка дейност ѝ е присъден златен медал, през 1959 става заслужил деятел на науката и техниката на Коми АССР, а на 15 юни 1960 ѝ е присвоено почетното звание заслужил деятел на науките на РСФСР.
Умира на 29 юни 1976 година в Москва на 75-годишна възраст.